# XML2PDF
XML2PDF est une application Microsoft .NET qui convertit des documents XML en Portable Document Format ou d'autres formats imprimables. XML2PDF est distribué conformément aux licence d'Altsoft .

## Produits de Famille XML2PDF 2007
la famille de XML2PDF inclut les produits suivants: 
- XML2PDF Serveur 2007
- XML2PDF Workstation 2007
- AltViewer 2007

## les Formats de Contribution
Vous pouvez prendre comme formats de contribution: 
- XSL-FO. XSL-FO représente des Objets de Formatage de Langue Stylesheet Extensibles. C'est une Recommandation de W3C et est officiellement appelé maintenant XSL[3].
- Scalable Vector Graphics (SVG). SVG est une langue de graphiques basée sur le texte qui décrit des images avec les formes vectorielles, le texte et a fixé des graphiques de trame. Les dossiers de SVG sont compacts et fournissent des graphiques de haute qualité sur le Web, dans les caractères et sur les appareils handeld limités de la ressource.
- XHTML ou HTML. XHTML est le fait de se reproposer de HTML dans le format de XML. XHTML fournit plus de structure à la majoration avec le style et la disposition étant quittée pour créer des draps[4].
- Microsoft Word (WordML 2003, Docx ou Mot 2007 Xml). WordprocessingML est un dossier de Mot dans XML. Il est bien formé et se conforme au Schéma XML appelé WordML.

## les Formats de Production
Les documents de contribution de XML2PDF peuvent être publiés pour imprimer des formats de production prêts qui incluent: 
- Le Portable Document Format (PDF). PDF vous permet de capturer et voir des renseignements robustes — de presque n'importe quelle application, sur n'importe quel système informatique — et le partager avec pratiquement quelqu'un, n'importe où. Les individus, les entreprises et les agences gouvernementales se fient autour du monde et comptent sur PDF pour communiquer[5].
- l'Adobe Post-scriptum (PS) est l'imprimerie mondiale et le fait de refléter la norme. Il est utilisé par les fournisseurs de services de caractères, les éditeurs, les sociétés et les agences gouvernementales autour du monde. Le PS permet d'imprimer des documents visuellement riches de manière fiable.
- Le XML Paper Specification(XPS) décrit un papier électronique dans une voie qui peut être lue par le matériel, lire par le logiciel et lire par les gens. Les documents de XPS impriment mieux, peuvent être partagés plus faciles, sont plus sûrs et peuvent être archivés avec la confiance.
- les raster images (TIFF, GIF, JPEG, PNG, WMF) sont le style de graphiques dans lesquelles l'image est divisée dans une matrice d'éléments de dessin (les pixels)